# 非法所得
非法所得（Illegal money），或稱不法利益或不義之財，通常指：
1. 犯罪所得。
2. 收受他人的犯罪所得之贈與。
3. 黑吃黑，掠奪他人的犯罪所得。

在司法上，對於判刑確定的不法所得，大多會沒收，或加徵罰鍰。而收受他人之不法所得，可能會被視為受益人，而視同共犯。

## 其它別名
- 搶劫的強盜，其非法所得之財物，常被稱為「盜贓」。
- 偷竊的竊賊，其非法所得之財物，常被稱為「賊贓」。
- 收買他人非法所得之財物，則稱為「收贓」。

## 錯誤觀念
在現代媒體的宣傳下，「不法所得」常被誤導為只要拿來用於從事公益行為，就是劫富濟貧、行俠仗義的英雄。
代表人物：罗宾汉、廖添丁等。但事實上在現今的司法，在知情為不法之財物的情況下，收受不法所得是有罪的。就算是不知情為不法所得，仍需吐還其財物。

## 是否課稅？
對於非法所得是否課稅？目前仍有爭議。但財政部臺灣省中區國稅局曾發出新聞稿「非法所得仍應合併課徵綜合所得稅，如有漏報，仍應補稅處罰」。

## 相關
- 陳水扁家庭密帳案
- 官商勾結
- 賄賂
- 貪污
- 贪官
- 黑市
- 洗錢

## 外部連結
- "Illegal money" - 搜索 Google 圖書
- "非法所得" - 搜索 Google 圖書